# Sonata per viola
La sonata per viola è un genere cameristico che prevede in organico la viola sola o con accompagnamento di pianoforte o con altri strumenti musicali. Si tratta di un genere non particolarmente comune, per via della scarsa attenzione tributata in passato dai compositori alla viola come strumento solistico, atteggiamento mutato solo dall'inizio del XX secolo. Tra i primi esempi di sonata per viola vi è quella di Boccherini, seguita da diverse sonate del periodo classico, tra le quali quella di Hummel e le sonate di Stamitz, Dittersdorf, Vanhal e altri compositori del Classicismo.
Nel corso del primo romanticismo il genere è stato nuovamente abbandonato, e tra le poche eccezioni vi sono la sonata di Mendelssohn, composizione giovanile che tuttavia sarebbe stata pubblicata solo oltre un secolo dopo la morte del compositore, l'incompleta sonata di Glinka, le sonate di Naumann e Vieuxtemps. Tra le composizioni da camera vi sono anche i Märchenbilder di Schumann, che non sono esattamente una sonata canonica quanto un insieme di pezzi caratteristici.
Nel Novecento è nato il vero interesse per la viola come strumento solistico e sono state composte un gran numero di sonate per viola, tra le quali quelle di Paul Hindemith, Rebecca Clarke, Max Reger, Bohuslav Martinů, Darius Milhaud, Nino Rota, Aram Chačaturjan, György Ligeti.

## Lista di sonate per viola
| Compositore                  | Composizione                                                | Anno      | Opus       | Note                                                                                |
| ---------------------------- | ----------------------------------------------------------- | --------- | ---------- | ----------------------------------------------------------------------------------- |
| Malcolm Arnold               | Sonata per viola e pianoforte                               | 1947      | op. 17     |                                                                                     |
| Granville Bantock            | Sonata in fa minore per viola e pianoforte                  | 1919      |            |                                                                                     |
| Jan Zdeněk Bartoš            | Sonatina per viola e pianoforte                             |           | op. 46     |                                                                                     |
| Marion Bauer                 | Sonata per viola                                            | 1932      | op. 22     |                                                                                     |
| Arnold Bax                   | Sonata per viola e pianoforte in sol maggiore               | 1921–1922 |            |                                                                                     |
| Arnold Bax                   | Sonata fantasia per viola e arpa                            | 1927      |            |                                                                                     |
| Jack Beeson                  | Sonata per viola e pianoforte                               | 1953      |            |                                                                                     |
| Arthur Benjamin              | Sonata in mi minore                                         | 1942      |            |                                                                                     |
| Lennox Berkeley              | Sonata in re minore per viola e pianoforte                  | 1945      |            |                                                                                     |
| Valentin Bibik               | Sonata per viola sola n. 1                                  | 1977      | op. 31     |                                                                                     |
| Valentin Bibik               | Sonata per viola sola n. 2                                  | 1999      | op. 136    |                                                                                     |
| Valentin Bibik               | Sonata per viola e pianoforte n. 1                          | 1988      | op. 72     |                                                                                     |
| Valentin Bibik               | Sonata per viola e pianoforte n. 2                          | 2000      | op. 137    |                                                                                     |
| Easley Blackwood             | Sonata n. 1                                                 | 1953      | op. 1      |                                                                                     |
| Easley Blackwood             | Sonata n. 2                                                 | 2001      | op. 43     |                                                                                     |
| Arthur Bliss                 | Sonata per viola e pianoforte                               | 1933      |            |                                                                                     |
| Luigi Boccherini             | Sonata per viola e basso continuo in do minore              | 1767 ca.  | G 18       | Pubblicata postuma nel 1959                                                         |
| York Bowen                   | Sonata n. 1 in do minore                                    | 1911?     |            |                                                                                     |
| York Bowen                   | Sonata n. 2 in fa maggiore                                  | 1911      |            |                                                                                     |
| Johannes Brahms              | Sonata n. 1 in fa minore                                    | 1894      | op. 120    | Versione alternativa della sonata per clarinetto                                    |
| Johannes Brahms              | Sonata n. 2 in mi bemolle maggiore                          | 1894      | op. 120    | Versione alternativa della sonata per clarinetto                                    |
| Arthur Butterworth           | Sonata per viola e pianoforte                               | 1986      |            | Abbozzata nel 1949                                                                  |
| Mario Castelnuovo-Tedesco    | Sonata per viola e pianoforte                               |           | op. 144    | Precedente la sonata per violoncello e arpa                                         |
| Paul Chihara                 | Sonata per viola e pianoforte                               | 1996      |            |                                                                                     |
| Rebecca Clarke               | Sonata per viola e pianoforte                               | 1919      |            |                                                                                     |
| Carl Ditters von Dittersdorf | Sonate per viola e pianoforte                               |           |            |                                                                                     |
| Felix Draeseke               | Sonata in do minore                                         | 1892      |            | Composta per la viola alta di Hermann Ritter                                        |
| Felix Draeseke               | Sonata in fa maggiore                                       | 1901-2    |            | Composta per la viola alta di Hermann Ritter                                        |
| Lorenzo Ferrero              | Sonata per viola e pianoforte                               | 2000      |            |                                                                                     |
| Jacobo Ficher                | Sonata per viola e pianoforte                               | 1953      | op. 80     |                                                                                     |
| Ross Lee Finney              | Sonata per viola e pianoforte                               |           |            |                                                                                     |
| William Flackton             | Tre sonate per viola e basso continuo                       | 1770      | op. 2      | In una raccolta di 6 sonate (3 per viola e 3 per violoncello)                       |
| William Flackton             | Sonata per viola e basso continuo                           | 1776      |            | Pubblicata insieme a una sonata per violoncello. Supplemento alle sonate dell'op. 2 |
| Lillian Fuchs                | Sonata Pastorale per viola sola                             | 1956      |            |                                                                                     |
| Robert Fuchs                 | Sonata per viola e pianoforte in re minore                  |           | op. 86     |                                                                                     |
| Harald Genzmer               | Sonata per viola sola                                       | 1957      |            |                                                                                     |
| Harald Genzmer               | Sonata per viola e pianoforte                               |           |            |                                                                                     |
| Harald Genzmer               | Sonatina per viola e pianoforte                             |           |            |                                                                                     |
| Roberto Gerhard              | Sonata per viola e pianoforte                               | 1946      |            | Successivamente trascritta per violoncello e pianoforte                             |
| Michail Glinka               | Sonata per viola e pianoforte in re minore                  | 1853      |            | Incompleta                                                                          |
| Hilding Hallnäs              | Sonata per viola e pianoforte                               | 1943      | op. 19     |                                                                                     |
| Hans Werner Henze            | Sonata per viola                                            | 1979      |            |                                                                                     |
| Kurt Hessenberg              | Sonata per viola e pianoforte                               |           | op. 94     |                                                                                     |
| Jennifer Higdon              | Sonata per viola e pianoforte                               | 1990      |            |                                                                                     |
| Paul Hindemith               | Sonata per viola sola n. 5                                  | 1919      | op. 11     |                                                                                     |
| Paul Hindemith               | Sonata per viola sola n. 1                                  | 1922      | op. 25     |                                                                                     |
| Paul Hindemith               | Sonata per viola sola n. 4                                  | 1923      | op. 31     |                                                                                     |
| Paul Hindemith               | Sonata per viola sola                                       | 1937      |            |                                                                                     |
| Paul Hindemith               | Sonata per viola e pianoforte n. 4                          | 1919      | op. 11     |                                                                                     |
| Paul Hindemith               | Sonata per viola e pianoforte n. 4                          | 1922      | op. 25     |                                                                                     |
| Paul Hindemith               | Sonata per viola e pianoforte                               | 1939      |            |                                                                                     |
| Vagn Holmboe                 | Sonata per viola sola                                       |           |            |                                                                                     |
| Alan Hovhaness               | Campuan Sonata per viola e pianoforte                       | 1982      | op. 371    |                                                                                     |
| Alan Hovhaness               | Sonata per viola sola                                       |           | op. 432    |                                                                                     |
| Bertold Hummel               | Sonatina n. 1                                               | 1969      | op. 35b    |                                                                                     |
| Bertold Hummel               | Sonatina n. 2                                               | 1973      | op. 52b    |                                                                                     |
| Johann Nepomuk Hummel        | Sonata per viola e pianoforte in mi bemolle maggiore        | 1798      | op. 5      |                                                                                     |
| Miriam Hyde                  | Sonata in si minore per viola e pianoforte                  | 1937      |            |                                                                                     |
| Gordon Jacob                 | Sonata n. 1                                                 | 1949      |            |                                                                                     |
| Gordon Jacob                 | Sonata n. 2                                                 | 1978      |            |                                                                                     |
| David Johnstone              | Sonatango per viola sola                                    | 2007      |            |                                                                                     |
| Paul Juon                    | Sonata in re maggiore                                       | 1901      | op. 15     |                                                                                     |
| Paul Juon                    | Sonata in fa minore                                         | 1923      | op. 82     | Trascrizione della sonata per clarinetto                                            |
| Aram Il'ič Chačaturjan       | Sonata per viola sola                                       | 1976      |            |                                                                                     |
| Friedrich Kiel               | Sonata in sol minore                                        |           | op. 67     |                                                                                     |
| Luigi von Kunits             | Sonata per viola e pianoforte                               | 1917      |            |                                                                                     |
| Ernst Křenek                 | Sonata per viola sola                                       |           |            |                                                                                     |
| Libby Larsen                 | Sonata per viola e pianoforte                               | 2001      |            |                                                                                     |
| Victor Legley                | Sonata per viola e pianoforte                               | 1943      | op. 13     |                                                                                     |
| Lowell Liebermann            | Sonata per viola e pianoforte                               | 1984      | op. 13     |                                                                                     |
| György Ligeti                | Sonata per viola sola                                       | 1991-1994 |            |                                                                                     |
| Bohuslav Martinů             | Sonata per viola e pianoforte                               | 1955      |            |                                                                                     |
| Felix Mendelssohn            | Sonata per viola e pianoforte in do minore                  | 1824      |            | Pubblicata postuma nel 1966                                                         |
| Darius Milhaud               | Sonata per viola e pianoforte n. 1                          | 1941      | op. 240    |                                                                                     |
| Darius Milhaud               | Sonata per viola e pianoforte n. 2                          | 1944      | op. 244    |                                                                                     |
| Paul Müller-Zürich           | Sonata per viola sola                                       | 1979      |            |                                                                                     |
| Jacques Murgier              | Sonata per viola sola                                       |           |            |                                                                                     |
| Ernst Naumann                | Sonata per viola e pianoforte in sol minore                 | 1854      | op. 1      |                                                                                     |
| Ludvig Norman                | Sonata per viola e pianoforte in sol minore                 | 1869      | op. 32     |                                                                                     |
| George Onslow                | Tre sonate                                                  |           | op. 16     | Per viola o violoncello                                                             |
| George Perle                 | Sonata per viola sola                                       |           | op. 12     |                                                                                     |
| Max Reger                    | Sonata per viola e pianoforte in la bemolle maggiore        | 1900      | op. 49     | Versione alternativa delle sonate per clarinetto                                    |
| Max Reger                    | Sonata per viola e pianoforte in fa diesis minore           | 1900      | op. 49     | Versione alternativa delle sonate per clarinetto                                    |
| Max Reger                    | Sonata per viola e pianoforte in si bemolle maggiore        | 1908-9    | op. 107    | Trascritta anche per clarinetto                                                     |
| George Rochberg              | Sonata per viola e pianoforte                               | 1979      |            |                                                                                     |
| Alessandro Rolla             | Sonate per viola e basso continuo                           |           |            |                                                                                     |
| Johannes Röntgen             | Sonata per viola e pianoforte                               |           |            |                                                                                     |
| Julius Röntgen               | Sonata in do minore per viola e pianoforte                  | 1924      |            |                                                                                     |
| Julius Röntgen               | Sonata in la bemolle maggiore per viola e pianoforte        | 1925      |            |                                                                                     |
| Julius Röntgen               | Sonata in la minore per viola e pianoforte                  | 1925      |            |                                                                                     |
| Nino Rota                    | Sonata per viola in sol maggiore                            | 1934-1935 |            | Revisionata nel 1970                                                                |
| Nino Rota                    | Sonata per viola in do maggiore                             | 1945      |            |                                                                                     |
| Anton Rubinstein             | Sonata in fa minore per viola e pianoforte                  | 1855      | op. 49     |                                                                                     |
| José Serebrier               | Sonata per viola sola                                       | 1955      |            |                                                                                     |
| Philipp Scharwenka           | Sonata fantasia per viola e pianoforte in sol minore        | 1899      | op. 106    |                                                                                     |
| Peter Sculthorpe             | Sonata per viola e percussioni                              |           |            |                                                                                     |
| Alexander Shchetynsky        | Sonata per viola sola                                       | 1987      |            |                                                                                     |
| Vissarion Jakovlevič Šebalin | Sonata per viola e pianoforte                               |           |            |                                                                                     |
| Dmitrij Šostakovič           | Sonata per viola e pianoforte                               | 1975      | op. 147    |                                                                                     |
| David Stanley Smith          | Sonata per viola                                            | 1934      | op. 72     |                                                                                     |
| Carl Stamitz                 | Sonata per viola e pianoforte in si bemolle maggiore        |           |            |                                                                                     |
| Georg Philipp Telemann       | Sonata per viola in re maggiore                             |           | TWV 41:DA1 |                                                                                     |
| Georg Philipp Telemann       | Sonata per viola in si bemolle maggiore                     |           | TWV 41:B3  | Contenuta in Der getreue Music-Meister (1728-1729)                                  |
| Eduard Tubin                 | Sonata per viola                                            | 1965      |            |                                                                                     |
| Johann Baptist Vanhal        | Sonata per viola e pianoforte in mi bemolle maggiore        |           |            |                                                                                     |
| Johann Baptist Vanhal        | Sonata per viola e pianoforte in do maggiore                |           | op. 5      |                                                                                     |
| Johann Baptist Vanhal        | Sonata per viola e pianoforte in re maggiore                |           | op. 5      |                                                                                     |
| Johann Baptist Vanhal        | Sonata per viola e pianoforte in fa maggiore                |           | op. 5      |                                                                                     |
| Johann Baptist Vanhal        | Sonata per viola e pianoforte in do maggiore                |           | op. 5      |                                                                                     |
| Octavio Vázquez              | Sonata per viola e pianoforte n. 1                          | 1992      |            |                                                                                     |
| Octavio Vázquez              | Sonata per viola e pianoforte n. 2                          | 2002      |            |                                                                                     |
| Henri Vieuxtemps             | Sonate inachevée (Allegro e Scherzo) per viola e pianoforte | 1884      | op. 60     | Postuma                                                                             |
| Henri Vieuxtemps             | Sonata per viola e pianoforte in si bemolle maggiore        | 1862      | op. 36     |                                                                                     |
| Mieczysław Weinberg          | Sonata per viola sola n. 1                                  | 1971      | op. 107    |                                                                                     |
| Mieczysław Weinberg          | Sonata per viola sola n. 2                                  | 1978      | op. 123    |                                                                                     |
| Mieczysław Weinberg          | Sonata per viola sola n. 3                                  | 1982      | op. 135    |                                                                                     |
| Mieczysław Weinberg          | Sonata per viola sola n. 4                                  | 1983      | op. 136    |                                                                                     |
| George Balch Wilson          | Sonata per viola e pianoforte                               | 1952      |            |                                                                                     |
| Richard Edward Wilson        | Sonata per viola e pianoforte                               | 1989      |            |                                                                                     |